# Melicope goilalensis
Melicope goilalensis är en vinruteväxtart som beskrevs av Thomas Gordon Hartley. Melicope goilalensis ingår i släktet Melicope och familjen vinruteväxter. Inga underarter finns listade i Catalogue of Life.